# John C. Ten Eyck
John C. Ten Eyck (Freehold Township, 1814. március 12. – Mount Holly, 1879. augusztus 24.) az Amerikai Egyesült Államok szenátora (New Jersey, 1859–1865).